# Leonardkruispunt

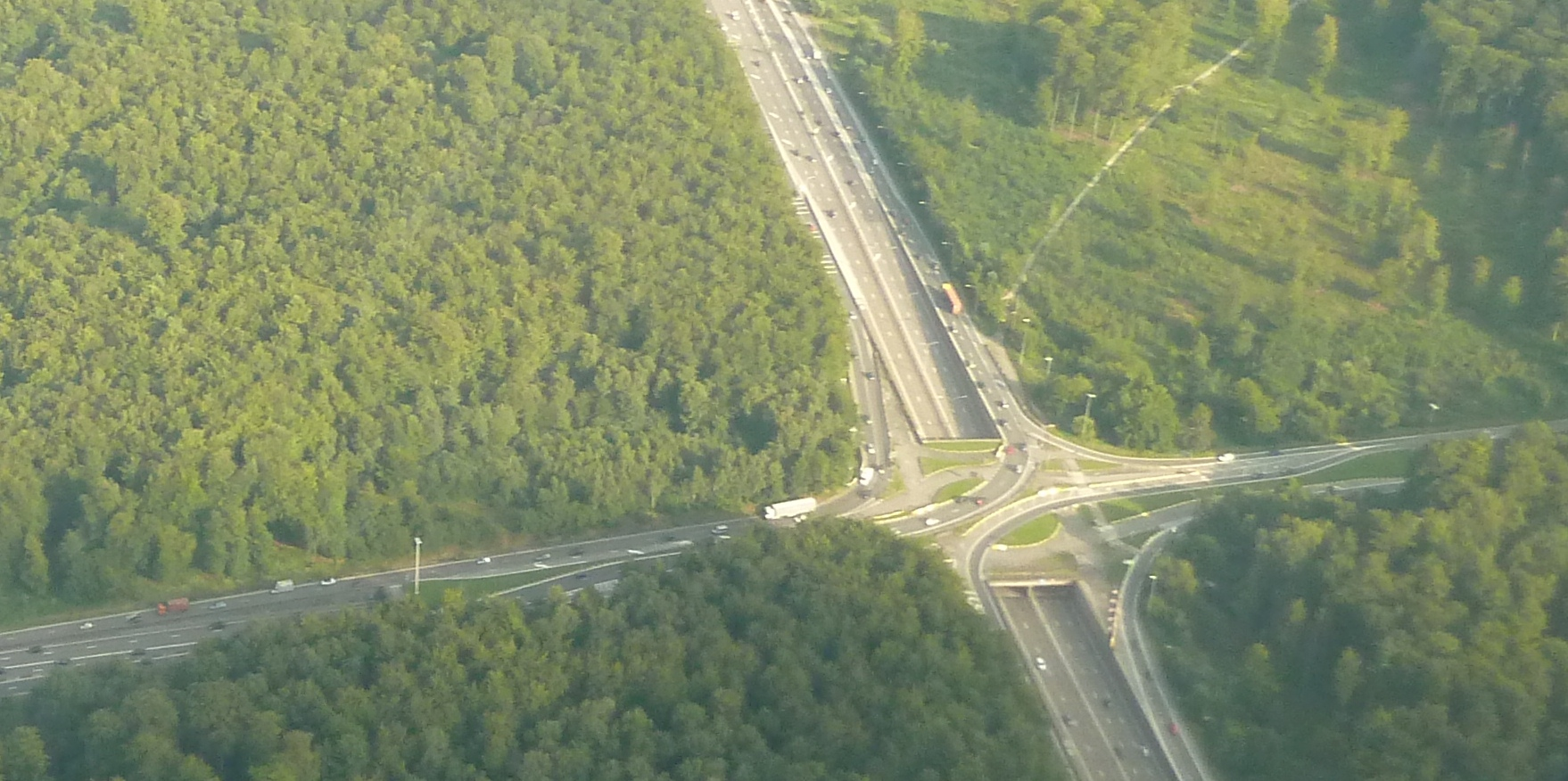
Leonardkruispunt vanuit de lucht

Het Leonardkruispunt is een Belgisch autowegenknooppunt tussen de A4/E411 en de Brusselse Ring R0 op de grens tussen Tervuren en Oudergem in het Zoniënwoud, waarbij ook fietssnelweg F204 ongelijkvloers gedwarst wordt. De rechtdoorgaande assen voor het autoverkeer, namelijk de R0 in noord-zuid-richting en de E411 van Namen naar Brussel-Centrum, lopen via twee kruisende tunnels onder het kruispunt door. De belangrijkste, en afslaande, verkeersstroom, van het noorden van de Ring naar de E411 richting Namen loopt op de begane grond over het kruispunt heen.

## Geschiedenis
Het kruispunt is genoemd naar een estaminet van Léonard Boon uit Jezus-Eik. Hij was in 1884 illegaal begonnen in een woonwagen aan het kruispunt, gedekt door prins Boudewijn, die hij eens had geholpen. Later bouwde hij een 400 meter verderop Chez Léonard, de naam die toen al gangbaar was voor het kruispunt.
Het knooppunt kende lange tijd gelijkvloerse kruisingen, wat het kruispunt gevaarlijk maakte; als eerste tussenstap voor een volledige herinrichting werden enkele linksafslaande richtingen afgesloten

## Tunnels
Het:ondergrondse deel van het kruispunt bestaat uit zes tunnelkokers:
- De tunnel van de autoweg R0 (Sint-Jansbergsteenweg, Brusselse Ring), op niveau -2, met voor elke rijrichting een koker
- De tunnel van de autoweg A4 (Waverse Steenweg, E411), op niveau -1, met voor elke rijrichting een koker
- De twee daarmee evenwijdige fiets- en voetgangerstunnels op niveau -1, waarvan de zuidwestelijke fietstunnel die is van fietssnelweg F204.[1]

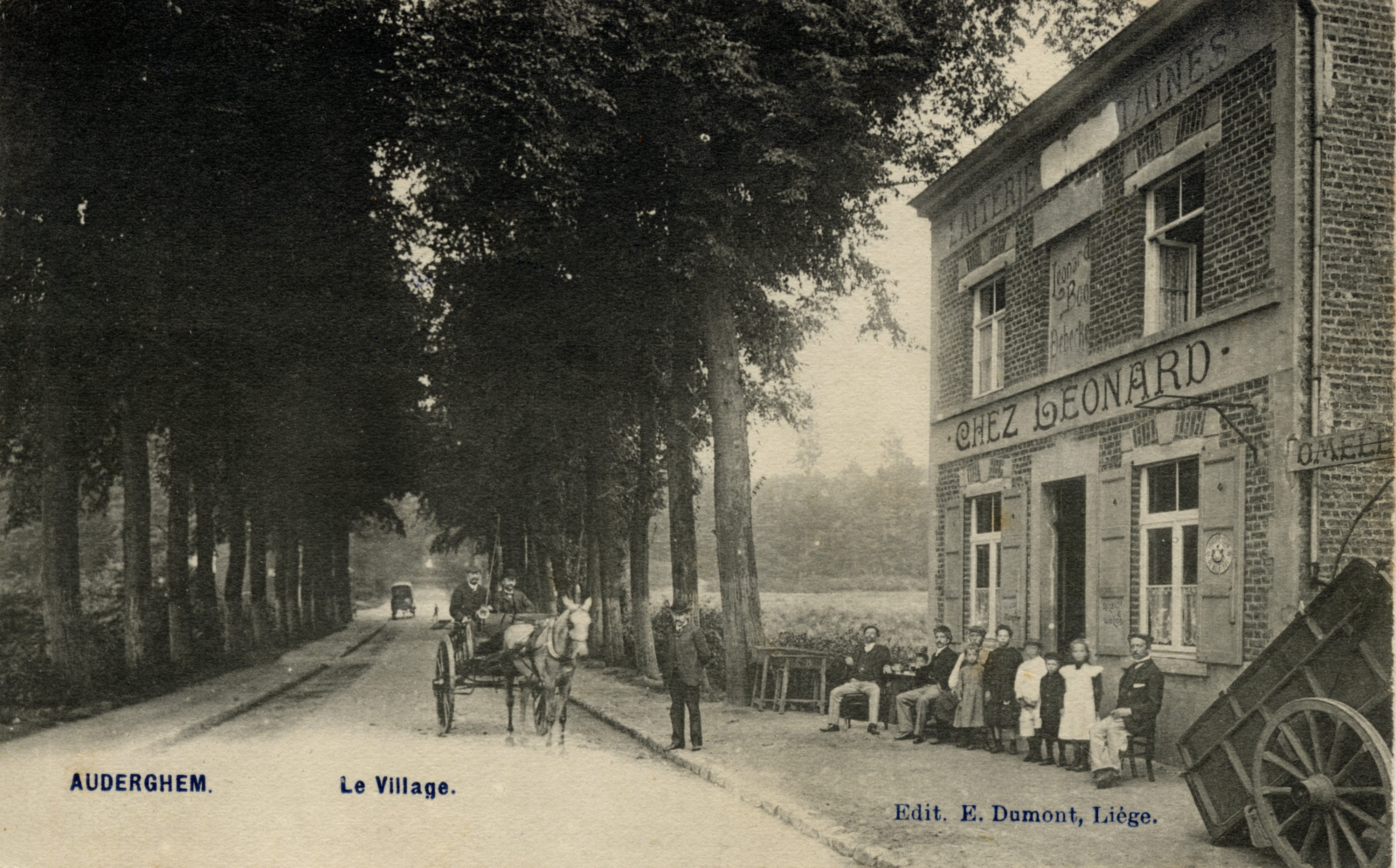
Het Leonardkruispunt dankt zijn naam aan "Chez Léonard" in Oudergem

| Aansluitende wegen                     | Aansluitende wegen | Aansluitende wegen | Aansluitende wegen | Aansluitende wegen                 |
| -------------------------------------- | ------------------ | ------------------ | ------------------ | ---------------------------------- |
| richting Brussel                       |                    |                    |                    | richting Zaventem / Antwerpen      |
|                                        |                    |                    |                    |                                    |
|                                        |                    |                    |                    |                                    |
|                                        |                    |                    |                    |                                    |
| richting Waterloo / Charleroi / Bergen |                    |                    |                    | richting Luxemburg / Waver / Namen |